# Janez Puhar
Janez Avguštin Puhar (26. srpna 1814 Kranj – 7. srpna 1864 Kranj) byl slovinský římskokatolický kněz, fotograf, malíř a básník. V roce 1842 vynalezl fotografii na skleněné desky. Je významnou postavou slovinské fotografie.

## Životopis
Narodil se v rodině kameníka v Kranji. Po ukončení základní školy pokračoval ve studiu na gymnáziu v Lublani. Ovládal němčinu, angličtinu, francouzštinu a italštinu. Zajímal se o matematiku, fyziku, chemii a botaniku, maloval a hrál na několik hudebních nástrojů. Podle přání své matky vystudoval na kněze a byl vysvěcen v roce 1838.
Kdy přesně Puhar začal experimentovat s fotografií, není známo. V roce 1839 se seznámil s procesem daguerrotypie, ale tento proces se mu zdál příliš drahý. Jako médium se používala destička ze stříbra, nebo silně postříbřené mědi. Musela být dokonale hladká a leštěná do vysokého lesku. Tímto způsobem však na fotografické desce vznikl zrcadlově převrácený obraz.
Puhar vymyslel svůj vlastní levnější postup, při kterém místo kovových desek použil desky skleněné. Všiml si, že z druhé strany skla získá nepřevrácený obraz – tedy jako byl ve skutečnosti. První zpráva o jeho vynálezu byla zveřejněna dne 10. května 1841. Další informace přinesly noviny v německém jazyce dne 28. dubna 1843 ve článku Neu erfundenes Verfahren, transparente Heliotypen auf Glassplatten darzustellen a s obměnami ještě 3. května téhož roku. Znamená to, že za méně než čtyři roky od vyhlášení daguerrotypie, Janez Puhar přinesl svůj vynález skleněných negativů. Tato technika je známa pod názvem hyalotypie.
Bohužel se jeho vynález nedostal do Vídně, ani do Paříže, kde Claude Félix Abel Niépce de Saint-Victor oznámil vlastní vynález skleněných desek v roce 1848.
Několik posledních let jeho života bylo poznamenáno nemocí, která následovala pravděpodobně kvůli experimentům se sírou, halogenidy a rtutí.

## Dědictví
Dochované fotografie odrážejí Puharův vysoce rozvinutý umělecký vkus a přesné technické zpracování. Škoda, že v průběhu let zapůsobili zub času, křehkost skla, nezodpovědná manipulace s fotografiemi, ale také i některé dobře zamýšlené pokusy restaurátorů. Kromě skleněných fotografií se dochovaly malé fotografie na papíře. Tento materiál je neocenitelnou kapitolou v historii slovinské fotografie.
Je po něm pojmenovaná fotografická společnost ve slovinském Kranji – Foto Društvo Janez Puhar.

## Červený seznam ohrožených uměleckých předmětů z jihovýchodní Evropy
Díla Janeze Puhara jsou ohrožena nelegálním obchodem s uměleckými předměty a proto jsou zařazena na Červený seznam ohrožených uměleckých předmětů z jihovýchodní Evropy, který vydala Mezinárodní rada muzeí.

## Galerie

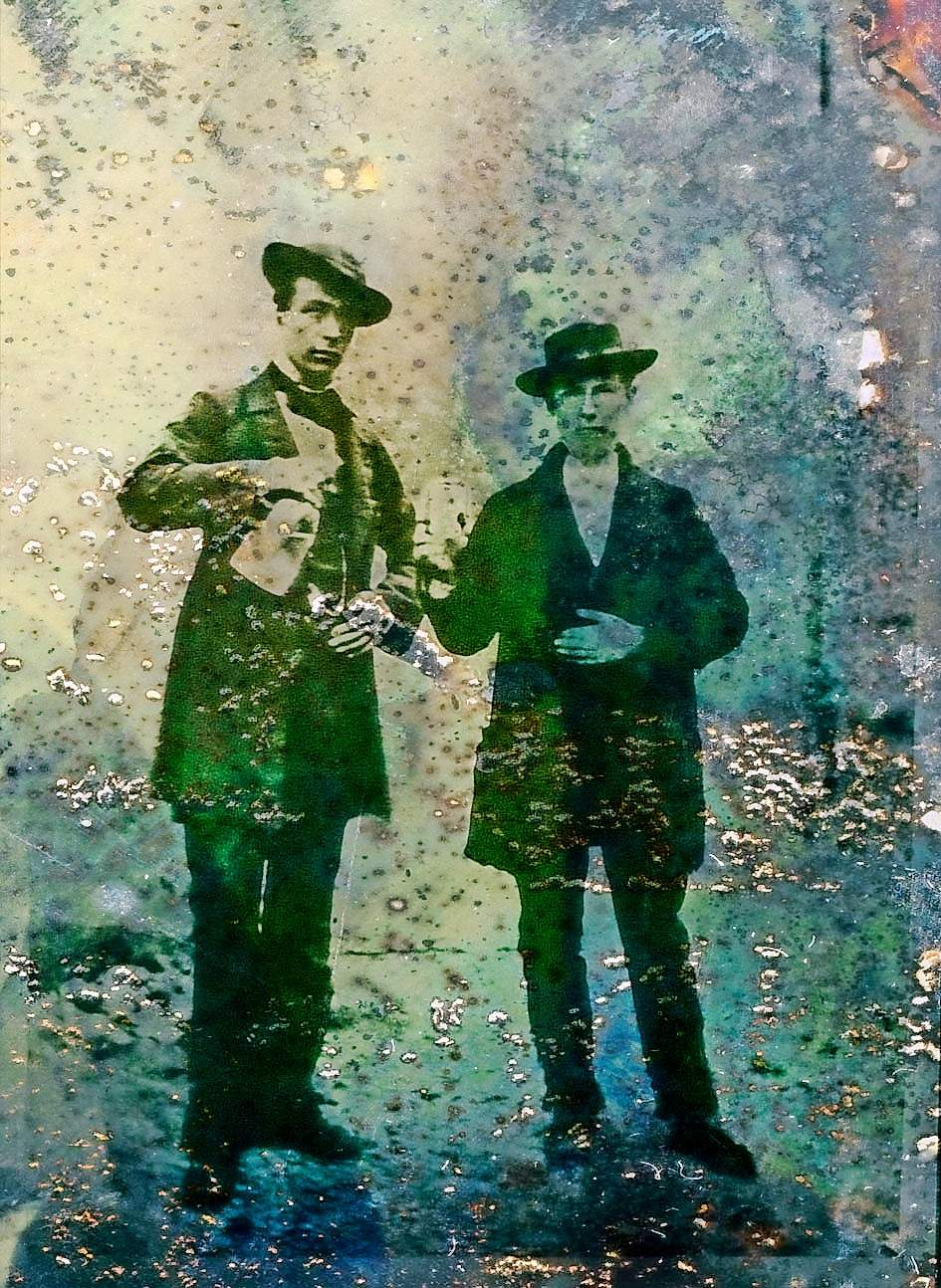
Andrej Vavken a Ivan Franke
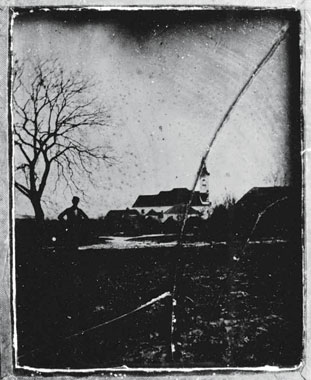
Cerklje na Gorenjskem, 1860, hyalotypie
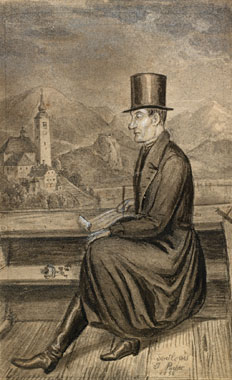
Gregor Rihar na lodi, asi 1863
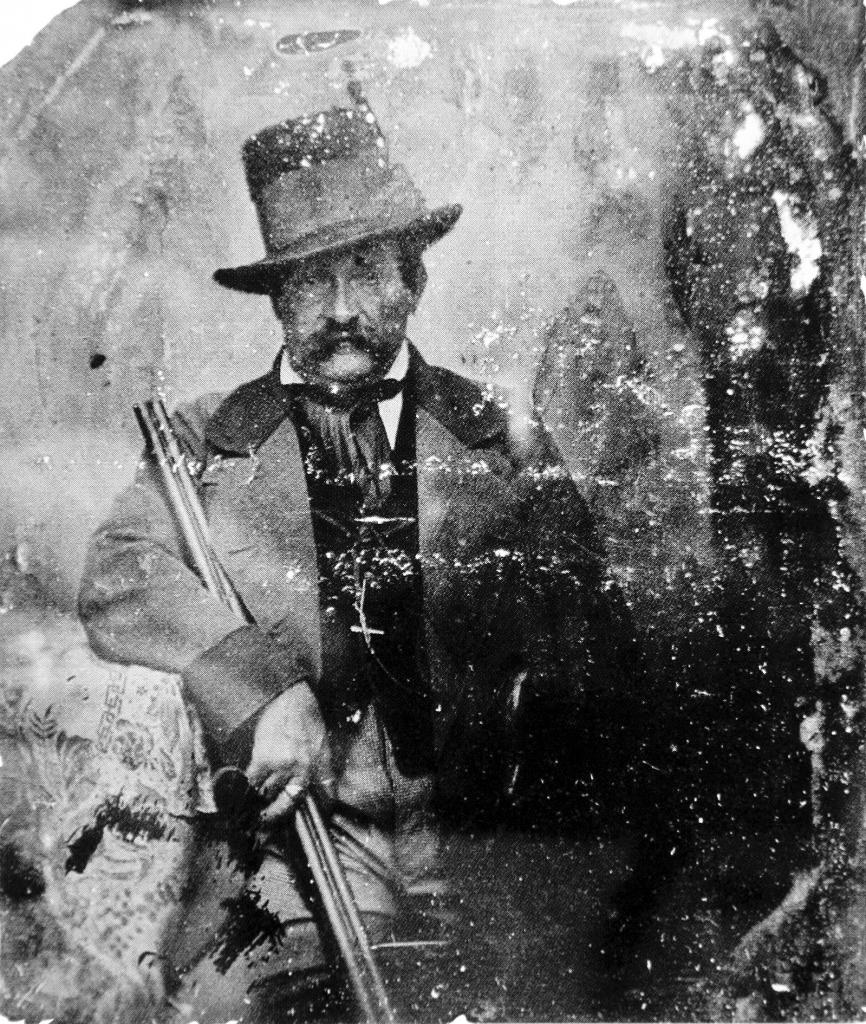
Portrét muže, asi 1855, hyalotypie
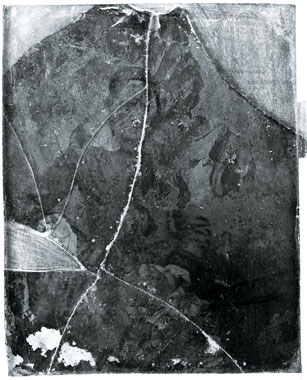
Portrét ženy, asi 1864, hyalotypie